# هابيل بالبو
هابيل بالبو (بالإسبانية: Abel Balbo)‏ مواليد 1 يونيو 1966 في الأرجنتين، هو لاعب كرة قدم أرجنتيني سابق كان يلعب كمهاجم. سبق له أن لعب في كأس العالم لكرة القدم مع منتخب بلاده. لعب خلال مسيرته 417 مباراة سجل خلالها 171 هدفاً.

## مرحلة الشباب

### أندية لعب لها
- نيولز أولد بويز

## المسيرة الاحترافية

### أندية لعب لها
- نيولز أولد بويز
- أتلتيكو ريفر بليت
- نادي أودينيزي
- نادي روما
- نادي بارما
- فيورنتينا
- بوكا جونيورز

## روابط خارجية
- هابيل بالبو على موقع الاتحاد الدولي (مؤرشف)  (الإنجليزية)
- هابيل بالبو على موقع قاعدة بيانات كرة القدم.إي يو (الإنجليزية)
- هابيل بالبو على موقع ناشيونال فوتبول تيمز (الإنجليزية)
- هابيل بالبو على موقع Soccerway.com (الإنجليزية)
- هابيل بالبو على موقع عالم كرة القدم.نت (الإنجليزية)